# Chapelle Sainte-Thérèse-de-l'Enfant-Jésus de Langlade
La chapelle Sainte-Thérèse-de-l'Enfant-Jésus de Langlade est une chapelle catholique située à Langlade, dans l'archipel de Saint-Pierre-et-Miquelon. Depuis la suppression du Vicariat apostolique de Saint-Pierre et Miquelon le 1er mars 2018, elle est rattachée au diocèse de La Rochelle.

## Localisation
L'église est située sur le hameau de l'anse du Gouverneur (ou anse du Gouvernement), lui-même situé au nord-est de la presqu'île de Langlade, sur la commune de Miquelon-Langlade, sur l'île de Miquelon. Ce lieu-dit regroupe les quelques maisons de Langlade, habitées seulement l'été, près de l'embouchure de la Belle Rivière.

## Architecture
L'église possède une nef et un chœur, de plan carré, précédés par un vestibule surmonté d'un clocher. L'édifice est surmonté d'un toit à deux pans.
L'église est intégralement construite en bois, à l'exception de deux poutrelles métalliques stabilisant la nef. L'intérieur est recouvert de lambris.

## Historique
La première chapelle de Langlade fut construite en 1876 sur l'isthme de Miquelon-Langlade et dédiée à sainte Philomène. Elle fut renversée par le vent au cours de l'hiver 1925-1926.
L'édifice actuel a été construit dans une zone plus abritée en 1927. Elle est dédiée à Thérèse de Lisieux, canonisée en 1925.